# Bangladeschische Cricket-Nationalmannschaft in Südafrika in der Saison 2008/09
Die Tour der bangladeschischen Cricket-Nationalmannschaft nach Südafrika in der Saison 2008/09 fand vom 5. bis zum 30. November 2008 statt. Die internationale Cricket-Tour war Teil der internationalen Cricket-Saison 2008/09 und umfasste zwei Test Matches, drei ODIs und ein Twenty20. Südafrika gewann die Test- und ODI-Serie 2-0 und das Twenty20.

## Vorgeschichte
Bangladesch spielte zuvor eine Tour gegen Neuseeland, für Südafrika war es die erste Tour der Saison. Das letzte Aufeinandertreffen der beiden Mannschaften bei einer Tour fand in der Saison 2007/08 in Südafrika statt.

## Stadien
Für die Tour wurden folgende Stadien als Austragungsorte vorgesehen und vom 25. August 2008 bekanntgegeben.
| Stadion           | Stadt         | Kapazität | Spiele  |
| ----------------- | ------------- | --------- | ------- |
| Willowmoore Park  | Benoni        | 20.000    | 2. ODI  |
| Chevrolet Park    | Bloemfontein  | 20.000    | 1. Test |
| Centurion Park    | Centurion     | 22.000    | 2. Test |
| Buffalo Park      | East London   | 20.000    | 3. ODI  |
| Wanderers Stadium | Johannesburg  | 34.000    | 1. T20  |
| Senwes Park       | Potchefstroom | 18.000    | 1. ODI  |

## Kaderlisten
Bangladesch benannte seinen ODI-Kader am 28. Oktober und seinen Test-Kader am 13. November 2008.
Südafrika benannte seine Kader am 7. Oktober 2008.
| Test | Test | ODI | ODI | Twenty20 | Twenty20 |
| Südafrika | Bangladesch | Südafrika | Bangladesch | Südafrika | Bangladesch |
| --- | --- | --- | --- | --- | --- |
| - Graeme Smith (K) - Ashwell Prince (vK) - Hashim Amla - Mark Boucher (wk) - AB de Villiers - JP Duminy - Paul Harris - Jacques Kallis - Neil McKenzie - Morné Morkel - Makhaya Ntini - Robin Peterson - Dale Steyn - Monde Zondeki | - Mohammad Ashraful (K) - Mashrafe Mortaza (vK) - Abdur Razzak - Imrul Kayes - Junaid Siddique - Mahbubul Alam - Mehrab Hossain - Mushfiqur Rahim (wk) - Naeem Islam - Nazmul Hossain - Sajedul Islam - Shahadat Hossain - Shakib Al Hasan - Tamim Iqbal | - Graeme Smith (K) - Johan Botha (vK) - Hashim Amla - Mark Boucher (wk) - AB de Villiers - JP Duminy - Jacques Kallis - Johann Louw - Albie Morkel - Morné Morkel - Justin Ontong - Dale Steyn - Monde Zondeki | - Mohammad Ashraful (K) - Mashrafe Mortaza (vK) - Abdur Razzak - Imrul Kayes - Junaid Siddique - Mahbubul Alam - Mehrab Hossain - Mushfiqur Rahim (wk) - Naeem Islam - Nazmul Hossain - Raqibul Hasan - Shahadat Hossain - Shakib Al Hasan - Syed Rasel - Tamim Iqbal | - Johan Botha (K) - Loots Bosman - AB de Villiers (wk) - JP Duminy - Herschelle Gibbs - Rory Kleinveldt - Albie Morkel - Morné Morkel - Justin Ontong - Graeme Smith - Dale Steyn | - Mohammad Ashraful (K) - Abdur Razzak - Junaid Siddique - Mehrab Hossain - Mushfiqur Rahim (wk) - Naeem Islam - Raqibul Hasan - Shahadat Hossain - Shakib Al Hasan - Syed Rasel - Tamim Iqbal |

## Tour Matches
| 15. – 16. November Scorecard | Kimberley | South African Airways Challenge XI 265 (65.2) & 74-2 (19) | – | Bangladeshis 375 (83.3) |
|                              |           | Remis                                                     |   |                         |

### ODIs gegen Kenia
| 31. Oktober Scorecard | Bloemfontein | Südafrika 336-7 (50)           | – | Kenia 177 (49.1) |
|                       |              | Südafrika gewinnt mit 159 Runs |   |                  |

| 2. November Scorecard | Kimberley | Kenia 222-9 (50)                | – | Südafrika 224-3 (35.3) |
|                       |           | Südafrika gewinnt mit 7 Wickets |   |                        |

## Twenty20 International in Johannesburg
| 5. November Scorecard | Johannesburg | Südafrika 118-7 (14/14)                    | – | Bangladesch 109-8 (14/14) |
|                       |              | Südafrika gewinnt mit 12 Runs (D/L method) |   |                           |

## One-Day Internationals

### Erstes ODI in Potchefstroom
| 7. November Scorecard | Potchefstroom | Südafrika 283-8 (50)          | – | Bangladesch 222 (44.2) |
|                       |               | Südafrika gewinnt mit 61 Runs |   |                        |

### Zweites ODI in Benoni
| 9. November Scorecard | Benoni | Südafrika 358-4 (50)           | – | Bangladesch 230 (49.2) |
|                       |        | Südafrika gewinnt mit 128 Runs |   |                        |

### Drittes ODI in East London
| 12. November Scorecard | East London | Südafrika      | – | Bangladesch |
|                        |             | Spiel abgesagt |   |             |

## Test Matches

### Erster Test in Bloemfontein
| 19. – 22. November Scorecard | Bloemfontein | Südafrika 441 (122.5)                            | – | Bangladesch 153 (36.4) & 159 (51.5) (f/o) |
|                              |              | Südafrika gewinnt mit einem Innings und 129 Runs |   |                                           |

### Zweiter Test in Centurion
| 26. – 28. November Scorecard | Centurion | Bangladesch 250 (76.2) & 131 (36.4)             | – | Südafrika 429 (115.2) |
|                              |           | Südafrika gewinnt mit einem Innings und 48 Runs |   |                       |

## Statistiken
Die folgenden Cricketstatistiken wurden bei dieser Tour erzielt.
| Tests           | Tests       | Tests   | Tests   | Tests   | Tests   | Tests   | Tests   | Tests   |
| Batting         | Batting     | Batting | Batting | Batting | Batting | Batting | Batting | Batting |
| Spieler         | Mannschaft  | Spiele  | Innings | Runs    | Average | HS      | 100s    | 50s     |
| --------------- | ----------- | ------- | ------- | ------- | ------- | ------- | ------- | ------- |
| Ashwell Prince  | Südafrika   | 2       | 2       | 221     |         | 162*    | 1       | 1       |
| Graeme Smith    | Südafrika   | 2       | 2       | 184     | 92,00   | 157     | 1       | 0       |
| Hashim Amla     | Südafrika   | 2       | 2       | 183     | 91,50   | 112     | 1       | 1       |
| Mark Boucher    | Südafrika   | 2       | 2       | 132     | 66,00   | 117     | 1       | 0       |
| Junaid Siddique | Bangladesch | 2       | 4       | 118     | 29,50   | 67      | 0       | 1       |
| Bowling         |             |         |         |         |         |         |         |         |
| Spieler         | Mannschaft  | Spiele  | Overs   | Wickets | Average | BBI     | 5W      | 10W     |
| Makhaya Ntini   | Südafrika   | 2       | 54.2    | 11      | 10,45   | 4/32    | 0       | 0       |
| Shakib Al Hasan | Bangladesch | 2       | 66      | 11      | 20,81   | 6/99    | 2       | 0       |
| Morné Morkel    | Südafrika   | 2       | 45      | 8       | 23,12   | 4/73    | 0       | 0       |
| Dale Steyn      | Südafrika   | 2       | 52      | 8       | 25,25   | 5/63    | 1       | 0       |
| Jacques Kallis  | Südafrika   | 2       | 27.3    | 5       | 16,20   | 2/10    | 0       | 0       |

| ODIs              | ODIs        | ODIs    | ODIs    | ODIs    | ODIs    | ODIs    | ODIs    | ODIs    |
| Batting           | Batting     | Batting | Batting | Batting | Batting | Batting | Batting | Batting |
| Spieler           | Mannschaft  | Spiele  | Innings | Runs    | Average | HS      | 100s    | 50s     |
| ----------------- | ----------- | ------- | ------- | ------- | ------- | ------- | ------- | ------- |
| Hashim Amla       | Südafrika   | 2       | 2       | 175     | 87,50   | 140     | 1       | 0       |
| Jacques Kallis    | Südafrika   | 2       | 2       | 99      | 49,50   | 50      | 0       | 1       |
| AB de Villiers    | Südafrika   | 2       | 2       | 89      | 89,00   | 54*     | 0       | 1       |
| Mohammad Ashraful | Bangladesch | 2       | 2       | 78      | 39,00   | 73      | 0       | 1       |
| Albie Morkel      | Südafrika   | 2       | 2       | 68      |         | 37*     | 0       | 0       |
| Shakib Al Hasan   | Bangladesch | 2       | 2       | 68      | 34,00   | 51      | 0       | 1       |
| Bowling           |             |         |         |         |         |         |         |         |
| Spieler           | Mannschaft  | Spiele  | Overs   | Wickets | Average | BBI     | 5W      | 10W     |
| Dale Steyn        | Südafrika   | 2       | 18      | 7       | 9,14    | 4/16    | 0       | 0       |
| Albie Morkel      | Südafrika   | 2       | 14.4    | 4       | 19,25   | 3/40    | 0       | 0       |
| Naeem Islam       | Bangladesch | 2       | 20      | 4       | 30,75   | 3/59    | 0       | 0       |
| Johan Botha       | Südafrika   | 2       | 17      | 3       | 19,00   | 3/27    | 0       | 0       |
| Morné Morkel      | Südafrika   | 2       | 20      | 3       | 35,00   | 2/44    | 0       | 0       |

| Twenty20          | Twenty20    | Twenty20 | Twenty20 | Twenty20 | Twenty20 | Twenty20 | Twenty20 | Twenty20 |
| Batting           | Batting     | Batting  | Batting  | Batting  | Batting  | Batting  | Batting  | Batting  |
| Spieler           | Mannschaft  | Spiele   | Innings  | Runs     | Average  | HS       | 100s     | 50s      |
| ----------------- | ----------- | -------- | -------- | -------- | -------- | -------- | -------- | -------- |
| AB de Villiers    | Südafrika   | 1        | 1        | 36       | 36,00    | 36       | 0        | 0        |
| Loots Bosman      | Südafrika   | 1        | 1        | 28       | 28,00    | 28       | 0        | 0        |
| Tamim Iqbal       | Bangladesch | 1        | 1        | 25       | 25,00    | 25       | 0        | 0        |
| Mohammad Ashraful | Bangladesch | 1        | 1        | 21       | 21,00    | 21       | 0        | 0        |
| Herschelle Gibbs  | Südafrika   | 1        | 1        | 18       | 18,00    | 18       | 0        | 0        |
| Bowling           |             |          |          |          |          |          |          |          |
| Spieler           | Mannschaft  | Spiele   | Overs    | Wickets  | Average  | BBI      | 5W       | 10W      |
| Abdur Razzak      | Bangladesch | 1        | 3        | 4        | 4,00     | 4/16     | 0        | 0        |
| Johan Botha       | Südafrika   | 1        | 3        | 2        | 7,50     | 2/15     | 0        | 0        |
| Dale Steyn        | Südafrika   | 1        | 3        | 2        | 9,00     | 2/18     | 0        | 0        |
| Shakib Al Hasan   | Bangladesch | 1        | 3        | 2        | 10,50    | 2/21     | 0        | 0        |
| Morné Morkel      | Südafrika   | 1        | 2        | 1        | 15,00    | 1/15     | 0        | 0        |
| Rory Kleinveldt   | Südafrika   | 1        | 1        | 1        | 20,00    | 1/20     | 0        | 0        |
| Syed Rasel        | Bangladesch | 1        | 4        | 1        | 36,00    | 1/36     | 0        | 0        |

## Player of the Series
Als Player of the Series wurden die folgenden Spieler ausgezeichnet.
| Serie | Player of the Series |
| ----- | -------------------- |
| Test  | Ashwell Prince       |
| ODI   | Hashim Amla          |

### Player of the Match
Als Player of the Match wurden die folgenden Spieler ausgezeichnet.
| Spiel   | Player of the Match |
| ------- | ------------------- |
| 1. Test | Graeme Smith        |
| 2. Test | Ashwell Prince      |
| 1. T20  | Abdur Razzak        |
| 1. ODI  | Dale Steyn          |
| 2. ODI  | Hashim Amla         |